# Función de poligamma balanceada
En matemáticas, la función polygamma generalizada es una función introducida por Olivier Espinosa y Victor H. Moll.
Consiste en una generalización de la función polygamma a orden negativo y fraccionario, permaneciendo igual a ésta para órdenes enteros positivos.

## Definición
La función polygamma generalizada está definida como sigue:

{\displaystyle \psi (z,q)={\frac {\zeta '(z+1,q)+{\big (}\psi (-z)+\gamma {\big )}\zeta (z+1,q)}{\Gamma (-z)}}}
o alternativamente,
{\displaystyle \psi (z,q)=e^{-\gamma z}{\frac {\partial }{\partial z}}\left(e^{\gamma z}{\frac {\zeta (z+1,q)}{\Gamma (-z)}}\right),}
donde ψ(z) es la función polygamma y ζ(z,q), es la función zeta de Hurwitz.
La función está balanceada si satisface las condiciones
{\displaystyle f(0)=f(1)\quad {\text{y}}\quad \int _{0}^{1}f(x)\,dx=0}.

## Relaciones
Varias funciones especiales pueden ser expresadas en términos de función polygamma generalizada:
{\displaystyle {\begin{aligned}\psi (x)&=\psi (0,x)\\[8px]\psi ^{(n)}(x)&=\psi (n,x)\qquad n\in \mathbb {N} \\[8px]\Gamma (x)&=\exp \left(\psi (-1,x)+{\tfrac {1}{2}}\ln 2\pi \right)\\[8px]\zeta (z,q)&={\frac {\Gamma (1-z)}{\ln 2}}\left(2^{-z}\psi \left(z-1,{\frac {q+1}{2}}\right)+2^{-z}\psi \left(z-1,{\frac {q}{2}}\right)-\psi (z-1,q)\right)\\[8px]\zeta '(-1,x)&=\psi (-2,x)+{\frac {x^{2}}{2}}-{\frac {x}{2}}+{\frac {1}{12}}\\[8px]B_{n}(q)&=-{\frac {\Gamma (n+1)}{\ln 2}}\left(2^{n-1}\psi \left(-n,{\frac {q+1}{2}}\right)+2^{n-1}\psi \left(-n,{\frac {q}{2}}\right)-\psi (-n,q)\right)\end{aligned}}}
donde Bn(q) son los polinomios de Bernoulli
{\displaystyle K(z)=A\exp \left(\psi (-2,z)+{\frac {z^{2}-z}{2}}\right)}
donde K(z) es la función K y A es la constante de Glaisher.

## Valores especiales
La función polygamma generalizada puede ser expresada en forma compacta en ciertos puntos (donde A es la constante de Glaisher y G es la constante de Catalan):
{\displaystyle {\begin{aligned}\psi \left(-2,{\tfrac {1}{4}}\right)&={\tfrac {1}{8}}\ln 2\pi +{\tfrac {9}{8}}\ln A+{\frac {G}{4\pi }}&&\\[8px]\psi \left(-2,{\tfrac {1}{2}}\right)&={\tfrac {1}{4}}\ln \pi +{\tfrac {3}{2}}\ln A+{\tfrac {5}{24}}\ln 2&\psi \left(-3,{\tfrac {1}{2}}\right)&={\tfrac {1}{16}}\ln 2\pi +{\tfrac {1}{2}}\ln A+{\frac {7\zeta (3)}{32\pi ^{2}}}\\[8px]\psi (-2,1)&={\tfrac {1}{2}}\ln 2\pi &\psi (-3,1)&={\tfrac {1}{4}}\ln 2\pi +\ln A\\[8px]\psi (-2,2)&=\ln 2\pi -1&\psi (-3,2)&=\ln 2\pi +2\ln A-{\tfrac {3}{4}}\end{aligned}}}